# Том Фоусет
Том Фоусет  (англ. Tom Fawcett)  (1958 — 4 червня 2020) – фахівець з наукових даних, дослідник, автор низки наукових праць, активний учасник спільнот машинного навчання та інтелектуального аналізу даних. Є співавтором книги «Data Science for Business», яка наразі використовується в більш ніж 140 університетах світу. Видання визнане «Forbes» і «Harvard Business Review» однією із кращих робіт сучасності щодо розуміння науки про дані.

## Біографія
У 1985-1987 рр. Том Фоусет навчався в Державному університеті Нью-Джерсі Нью-Брансвік, спеціальність «комп'ютерні науки».
У 1988-1993 рр. - в Університеті Амхерст, штату Массачусетс, де отримав докторський ступінь в галузі комп'ютерних наук. 
До приходу в SVDS в ролі старшого архітектора в Proofpoint, застосовував методи машинного навчання, включаючи аналіз соціальних мереж. Також займався проблемами аналізу і фільтрації електронної пошти. Перебуваючи в Стенфордському центрі вивчення мов та інформації, керував спонсорським DARPA проектом «Трансферне навчання». Також обіймав посади старшого наукового співробітника в лабораторіях HP, NYNEX і GTE Laboratories.
За свою кар'єру Фоусет провів безліч конференції та опублікував ряд журнальних статей про машинне навчання. Він був редактором та членом редколегії журналу «Машинне навчання» близько десяти років. У 2003 році обіймав посаду співголови програми головної конференції з машинного навчання (ICML). 
За успіхи відзначений преміями : KDD, SCOPUS, Verizon.
Доктор Фоусет є членом редколегій журналу «Data Mining», «Knowledge Discovery», «Big Data», також є членом консультативної ради програми «Berkeley Extension Data Science».
Проживав в Маунтін-В'ю, округ Санта-Клара, Каліфорнія (США), де продовжував займатись питаннями машинного навчання, інтелектуального аналізу даних, штучного інтелекту, виявленням шахрайства, аномалій, залежних від витрат навчання, а також класифікацією тексту та загальним застосуванням методів машинного навчання до реальних проблем людства. 
4 червня 2020 року доктора Фоусета зі знайомою під час велосипедної прогулянки збив 27-річний молодик на велосипеді - жінка отримала легкі ушкодження, а Том Фоусет помер в лікарні від отриманих при падінні травм. 

## Переклад українською
- Фостер Провост. Data Science для бізнесу. Як збирати, аналізувати і використовувати дані / Фостер Провост, Том Фоусет / пер. Анастасія Дудченко. — К.: Наш Формат, 2019.